# 拜耳命名法

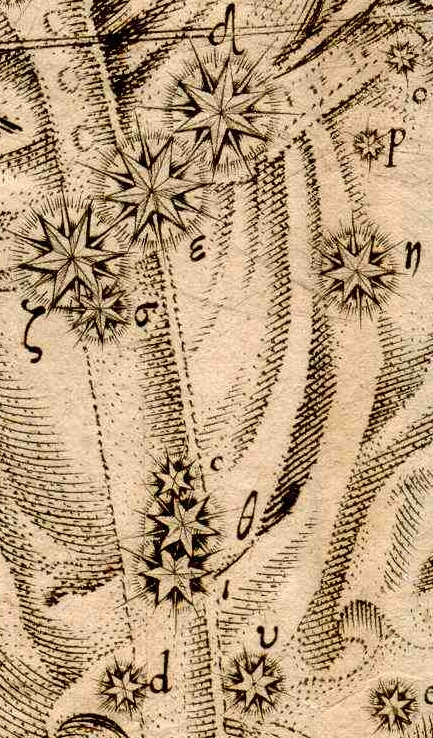
拜耳的獵戶座星圖細節，顯示獵戶腰帶和獵戶座大星雲區域，希臘和拉丁字母標籤可見

拜耳命名法（英語：Bayer designation）是一種恆星命名法，它以一個希臘字母做前導，後面伴隨著拉丁文所有格的星座名稱。拜耳命名的原始清單載有的恆星共有1,564顆。
德國天文學家約翰·拜耳於1603年在他的星圖《測天圖》（Uranometria）中，首先有系統的為許多亮星命名。拜耳在他的星圖上，使用小寫的希臘字母，像是α、β、γ、等等為前導，分配給星座中的每一顆星，再與恆星所在星座的拉丁文所有格結合，組成恆星的名字（參見所有格的星座列表，在中文則是字母跟隨在星座名稱之後）。例如，畢宿五命名為金牛座α，它的意思就是在金牛座排序為第一顆的恆星。
單一個星座可能包含50顆甚至更多的恆星，但是希臘字母只有24個，當這些字母用完之後，拜耳開始使用小寫的拉丁字母：因此便會有船底座s和半人馬座d等名稱。在星星數量極多的星座內，拜耳最終使用到大寫的拉丁字母，像是天蝎座G和船帆座N。拜耳使用的最後一個大寫字母是Q。

## α永遠是最亮的星？
在大多數情況下，拜耳分配希臘字母和拉丁字母給恆星時，只是粗略的在星座內依照從亮到暗的亮度順序。但因為大多數星座內最亮的恆星都是α星，所以很多人都誤會拜耳是完全依照星星的亮度來排序。但是在他的時代，還沒有辦法精確的測量星星的亮度。傳統上，星星只被分配到6個星等，拜耳的目錄只列出了所有的1等星，然後是所有的2等星，依此類推。在每一個星等內，拜耳並未試圖依照相對亮度來排列順序。例如双子座内有两个最亮的星，分别是北河二和北河三，北河三较北河二更亮，而北河三却被命名为双子座β，较暗的星北河二为双子座α。
拜耳並未完全遵守亮度的這一個規則，他有時是依照星星在星座內的位置來分配字母（例如，一個星座內的北部、南部、東部或西部），或者依照它們從東方升起的先後順序，或一些特殊的星星依據歷史神話的資料，或完全依照他自己任意的選擇。在88個現代的星座內，至少有30個的α星不是該星座內最亮的恆星，還有4個星座沒有α星。（沒有α星的星座包括船帆座和船尾座，這兩個是以前的南船座的一部分，α星是在船底座的老人星。）

## 拜耳名稱各種不同的安排（規則）

### 在獵戶座的拜耳名稱
| 拜耳 名稱 | 視星等 | 固有 名稱 |
| --------- | ------ | --------- |
| 獵戶座α   | 0.45   | 参宿四    |
| 獵戶座β   | 0.18   | 参宿七    |
| 獵戶座γ   | 1.64   | 参宿五    |
| 獵戶座δ   | 2.23   | 参宿三    |
| 獵戶座ε   | 1.69   | 参宿二    |
| 獵戶座ζ   | 1.70   | 参宿一    |

獵戶座星圖

獵戶座是拜耳命名法的一個好例子。（數值越小的恆星越明亮：此外，2等星精確的亮度是在1.51至2.50之間）。拜耳先為最亮的兩顆1等星，參宿七和參宿四命名，肩上的參宿四（Betelgeuse）是α星，膝蓋上的參宿七（Rigel）是β星，而後者是比較亮的。（参宿四是一顆變星，偶爾它的最大亮度會比参宿七亮）)。在2等星的範圍內，他重複了相同的做法，顯然的他再次依循星圖由上而下（由北至南）的路徑來命名。

### 先來後到
先在東方升起的先命名也是拜耳採用的一種方法，北河二（雙子座α）和北河三（雙子座β）就是一個例子。雖然同屬雙子座的北河三比北河二明亮，但因為北河二先在東邊升起，所以是雙子座的α星。
拜耳也許熟知西方的歷史或神話故事，因為在這些歷史和神話中，北河二總是在北河三之前被提及，或許這也是讓拜耳如此命名的原因之一。

### 北極星法
在天龍座中最明亮的恆星是天棓四（天龍座γ），但是右樞卻是天龍座的α星，因為右樞在歷史上曾是4,000年前的北極星。幾乎在歷史上曾是北極星的，包括織女星，都被拜耳選做所在星座的α星。

## 其它
有時的確沒有明顯的順序，舉例來說，在天秤座和人馬座，拜耳都是隨機的分配了恆星的名稱。但希臘字母在字母表上的順序，在上古時代曾用於表示連續的整數，這也許就是拜耳系統會被視為數值系統的原因。
所以，字母α並不總是被命名給星座內最明亮的恆星，而是要遵循一些規律。

## 拜耳命名法的修正
一些座落在現今星座邊界的恆星，拜耳會為兩個星座各指定一個希臘字母，最為人所熟知的例子就是五車五和壁宿二。當國際天文學聯合會（IAU）在1930年重新定義星座邊界時，明確的規範一顆恆星只能歸屬於一個星座。因此，被拜耳賦予兩個名稱的都被廢除了，現在只剩下金牛座β（廢除御夫座γ）和仙女座α（廢除飛馬座δ）仍被使用。另一顆恆星折威七，天秤座σ，雖然是深入在天秤座內，但也曾被稱為天蝎座γ。因為重新劃分星座邊界的緣故，少數的恆星已經不在它們命名時所在的星座，例如左旗九（天鷹座ρ）在1992年從天鷹座跨越過星座的邊界進入海豚座。儘管如此，這些已經指定的拜耳名稱仍被廣泛的使用著。

## 表示法
在英文，拜耳命名法通常有兩種呈現的方式：完整的表示或簡潔的表示，但在中文中就沒有差別了，採用完整的星座名稱和字母的組合（中間不留空格），而且在引用英文時時都會採用簡潔的表示法。

### 完整的表示
在英文中以完整的星座名稱和小寫字母希臘字母組合，例如天狼星是Alpha Canis Majoris（大犬座α），大陵五是Beta Persei（英仙座β）。

### 簡潔的表示
簡潔的表視則是以希臘小寫字母與星座名稱的三個字母縮寫來顯示，例如前述的天狼星是α CMa，大陵五是β Per。在早期，還曾以4個字母的縮寫（比如α CMaj）來呈現，但現在已經很少用了。

## 拜耳命名法的其它
雖然在拜耳系統中最常用的是小寫的希臘字母，但還是要提一下很少使用的系統延伸部分：在24個小寫的希臘字母之後，先使用小寫的拉丁字母，然後才使用大寫的拉丁字母。這些字母都很少被用到，但有個例外就是英仙座h（實際上是個星團）和天鵝座P。還要注意的是在拜耳的命名法中沒有Q之後的字母，像是天兔座R和大熊座W都是變星的命名，不是拜耳命名的。
拜耳命名法更進一步的複雜性是出現在相同字母的上標數字。通常這是代表雙星（主要是光學的雙星而不是真實的聯星），但也是有例外的情形。像是一串的獵戶座π1、π2、π3、π4、π5和π6，則是多顆恆星在一起的聚星。

## 外部連結
- Bayer's Uranometria and Bayer letters – Ian Ridpath's Star Tales （页面存档备份，存于）